# Scomparto nero
Scomparto nero sono due affreschi rinvenuti nella villa di Agrippa Postumo a Pompei e custoditi all'interno del Museo archeologico nazionale di Napoli.

## Storia
Gli affreschi vennero realizzati presumibilmente intorno all'11 a.C. e decoravano uno dei cubicoli, la cosiddetta stanza nera, posti tra il peristilio e la terrazza panoramica della zona residenziale della villa di Agrippa Postumo, una dimora ubicata nell'area suburbana di Pompei, nell'odierna Boscotrecase, sepolta dall'eruzione del Vesuvio del 79.
Gli affreschi vennero ritrovati tra il 1903 e il 1906, staccati dalla loro collocazione originale e, mentre il resto delle decorazioni pittoriche della stanza fu venduta al Metropolitan Museum of Art di New York, i due frammenti vennero acquistati nel 1920 dal Museo archeologico nazionale di Napoli.

## Descrizione
Gli affreschi, in terzo stile e dal classico gusto egittizante, sono due frammenti che erano posti ai lati del pannello centrale della parete orientale della cosiddetta stanza nera: interamente a fondo nero, la zoccolatura è decorata con tripodi stilizzati sui quali girali e crateri sostengono esili colonnine, da cui fuoriescono di tanto in tanto ciuffi floreali, fino alla sommità dov'è un cerchio in metallo.